# Xysticus bacurianensis
Xysticus bacurianensis är en spindelart som beskrevs av Tamara Mcheidze 1971. Xysticus bacurianensis ingår i släktet Xysticus och familjen krabbspindlar. Inga underarter finns listade i Catalogue of Life.